# Eugen Munder
Eugen Paul Munder (* 9. Oktober 1899 in Stuttgart; † 20. November 1952 in Stuttgart) war von 1925 bis 1927 NSDAP-Gauleiter von Württemberg und von 1933 bis 1945 Verwaltungsdirektor der AOK-Krankenkasse. Im Rahmen des Forschungsprojekts zur „Geschichte der Landesministerien in Baden und Württemberg in der NS-Zeit“ wurde Munders Wirken zwischen Partei und Verwaltung wiederentdeckt und in Kooperation mit der AOK Baden-Württemberg erforscht.
NS-Werdegang bis 1933
Im Ersten Weltkrieg ging der Volksschüler zunächst auf die Militärschule in Jena und trat 1916 seinen Kriegsdienst beim Infanterieregiment 14 in Nürnberg an. Nach dem Krieg war Munder ab 1919 in Gaildorf  für den antisemitischen und antidemokratischen Deutschvölkischen Schutz- und Trutzbund agitatorisch tätig, der nach Fememorden 1922 verboten wurde. Aus diesem Verband gingen später etliche berüchtigte Nationalsozialisten hervor, auch Munder trat am 15. April 1925 in die NSDAP ein (Mitgliedsnummer 1.835) und übernahm den Vorsitz der Ortsgruppe Stuttgart.
Nachdem er im Jahre 1927 Hitlers Lebensstil kritisierte, verlor er seinen mächtigen Posten als Gauleiter von Württemberg. Sein Nachfolger, der Esslinger NSDAP-Ortsgruppenleiter Wilhelm Murr, der während dieser heftigen innerparteilichen Querelen – so wie auch später – durch rücksichts- und skrupellose Methoden auffiel, konnte ihn schließlich von seinem Posten verdrängen, und wurde im Februar 1928 von Hitler zum Gauleiter der NSDAP in Württemberg-Hohenzollern ernannt. Munder dagegen trat am 12. Januar 1928 aus der NSDAP aus und gründete eine Familie. Ende 1927 hatte er geheiratet, die beiden Kinder wurden 1929 und 1931 geboren.
Beruflich hatte Munder schon ab 1915 eine Verwaltungslaufbahn eingeschlagen, die ihn bis 1923 zum Obersekretär im Landesgewerbeamt machte und bis 1931 zu einem Staatlichen Krankenkassenprüfer.
NS-Karriere 1933-1945
Nach der Machtübernahme der Nationalsozialisten nahm seine Karriere 1933 mehrere schnelle Sprünge, zunächst zum Stellvertreter des Staatskommissars für die Krankenkassen in Württemberg (27.3.) und zum Kommissarischen Geschäftsführer des Württembergischen Krankenkassenverbandes (9.6.) bzw. des Landesverbandes Württemberg-Hohenzollern im Reichsverband der Ortskrankenkassen (5.7.), schließlich zum Geschäftsführer (1.9.) und Verwaltungsdirektor (22.9.) der AOK in Stuttgart. Diesen Posten hatte er von 1933 bis 1945 inne.
Als Leiter des Beamtenbeirats im Innen- und Wirtschaftsministeriums (1933) und als Geschäftsführer des Krankenkassenverbandes (1933) sowie als Beirat in der Zentralleitung für das Stiftungs- und Anstaltswesen in Württemberg (1937–1945) war Munder seit 1933 auch Mitglied in mehreren NSDAP-Parteiorganisationen, so im Reichsbund Deutscher Beamter und in der NSV.
1933 hatte sich Munder auch wieder um eine Mitgliedschaft in der NSDAP bemüht, jedoch wurden seine beiden Anträge auf Neuaufnahme abgelehnt. Erst zum 1. August 1935 trat er wieder der Partei bei (Mitgliedsnummer 3.685.277) und wurde im selben Jahr „ehrenhalber“ Sturmbannführer in der SA.
1945
1945–1950 Haft und Spruchkammerverfahren.
Nach dem Zweiten Weltkrieg arbeitete Munder bei der AOK in Stuttgart.